# Alexandre de Conversano
Alexandre de Conversano (en italien : Alessandro di Conversano ; † après 1142) est un baron italo-normand d'Apulie lié à la Maison de Hauteville.

## Biographie
Deuxième comte normand de Conversano de 1085 à 1132, il est le troisième fils et successeur du comte Godefroi de Conversano, neveu de Robert Guiscard.
En 1119, avec le gouverneur lombard de Bari Grimoald, il fait prisonnier la princesse de Tarente, Constance, fille du roi Philippe Ier de France et femme de Bohémond de Tarente, prince d'Antioche.
Il fuit en Dalmatie en 1132, redoutant la sévère répression du roi Roger II de Sicile après avoir participé avec son frère cadet Tancrède et aux côtés de Rainulf II d'Alife, à une révolte des barons normands contre Roger, qui réussit à reprendre les choses en main non sans avoir subi une grave défaite en 1132.
En 1142, il fait partie de l'ambassade envoyée à Byzance par l'empereur germanique Conrad III de Hohenstaufen. La mission est une alliance entre le Saint-Empire et l'Empire byzantin de Jean II Comnène contre le roi Roger II de Sicile.
Alexandre de Conversano meurt après 1142, laissant pour héritier un fils, Godefroi.

## Sources
- (la) Alexander Telesinus, De rebus gestis Rogerii Siciliae regis (1127-1135).